# 黄肇邦
黃肇邦，香港紀錄片導演。1986年生於香港，2010年畢業於香港樹仁大學新聞與傳播學系。大學時期完成首部紀錄短片《舞回路》，記錄街舞青年的故事，曾入選華語紀錄片節。畢業後曾在台灣工作了大半年，回港後籌備拍攝首部紀錄長片《子非魚》，以香港基層小學生為拍攝對象，獲CNEX基金會資助，並入選多個國際影展。2014年完成的紀錄短片《延長線》代表香港參加第十四屆威尼斯國際建築雙年展。2014年，他在東華三院做義工半年，進出老人院、醫院及靈堂，以生死為主題，拍成了長片《伴生》及短片《有敬》。2017年，他以一年多的時間，追蹤兩個結節性硬化症病患家庭，拍成《3CM》。2020年與友人開設香港首間紀錄片概念店SINCE Concept Store。2024年完成的《十方之地》於鹿特丹國際影展首映。

## 導演作品
| 年份 | 中文名   | 英文名             | 時長   | 主要獎項                                       |
| ---- | -------- | ------------------ | ------ | ---------------------------------------------- |
| 2010 | 舞路     | Back on the Street | 47分鐘 |                                                |
| 2013 | 子非鱼   | Fish Story         | 72分鐘 | 第8屆FIRST青年電影展-最佳紀錄片                |
| 2014 | 延長線   | Connection         | 26分鐘 |                                                |
| 2016 | 伴生     | Snuggle            | 84分鐘 | 第23屆香港電影評論學會大獎推薦電影             |
| 2017 | 有敬     | Yau King           | 30分鐘 |                                                |
| 2019 | 3CM      | 3CM                | 88分鐘 | 第27屆香港電影評論學會大獎推薦電影             |
| 2024 | 十方之地 | Obedience          | 71分鐘 | 第48屆香港國際電影節火鳥大獎紀錄片競賽評審團獎 |

## 紀錄長片

### 子非鱼
黄肇邦用了三年时间拍摄鲜鱼行学校一个班级的孩子的生活。这些孩子有的是“单非”，有的是“双非”，有只能靠综援為生的单亲家庭，有越南新移民……影片从小孩视角出发，讲述他们眼里的贫穷和家庭问题。在拍摄中除了导演的攝影机外，还给孩子们一部手提DV，为了从孩子们的第一角度拍摄日常所见。拍摄期间，黄肇邦不断写计划书申请资金，最终得到CNEX基金会的支持，获批12万港币，资金大部分用於中后期制作上。而后，影片获得杨紫烨担任监制，Mary Stephen为剪辑顾问。入选台北国际华人纪录片影展、第十届香港亚洲电影节，並獲FIRST青年电影展最佳纪录片奖。

### 伴生
影片记录了一个公众普遍都会面对和思考的问题，面对父母日渐衰老，如何照顾和赡养父母？片中记录了三个家庭各自不同的看法。有人不舍得老父亲离开人世，却又不忍心父亲受病魔折磨，愿他早日解脱；有人因长期照顾患病父母，压力重大，开始质疑人生的意义；有人因母亲病重，重建疏远多年的关系。黄肇邦用了两年的时间制作了紀錄片中的三个故事。片中人物大多是他做义工时认识的。拍摄期間，他意外经历了松哥和松哥太太梅婆婆两人离世。原本只想拍摄家庭的黄肇邦，没有想过会拍摄死亡，这一切也令他花更多的时间去思考和消化。

### 3CM
片名「3CM」指的是結節性硬化症病人生死存亡的指標。紀錄片窺探香港藥物政策的灰色地帶，追隨兩名罕見病症患者及其家庭，由病人生存權利開始，探索社會公共利益的問題。

### 十方之地
2008年，新鐵路計畫宣布將為紅磡帶來重大發展。然而計畫延誤導致該地區舊建築的重大收購計畫被擱置，也致使有些建築物因年久失修而倒塌。拍攝始於2017年，從紅磡一間小巧的回收店開始。在高聳的摩天大樓與遊客絡繹不絕的觀音廟間，老人從垃圾堆中撿拾只值幾塊錢的紙皮，垃圾回收者幹著超出身體極限的工作，亦有家庭仰賴餐廳剩菜廚餘，小販在天光墟販賣二手貨品。隨著重建計畫即將完成，舊建築將被拆卸，回收店亦將消逝，這些拾荒者的未來充滿不確定性。入選鹿特丹國際影展、香港國際電影節、台灣國際紀錄片影展。